# 플로렌스 포레스티

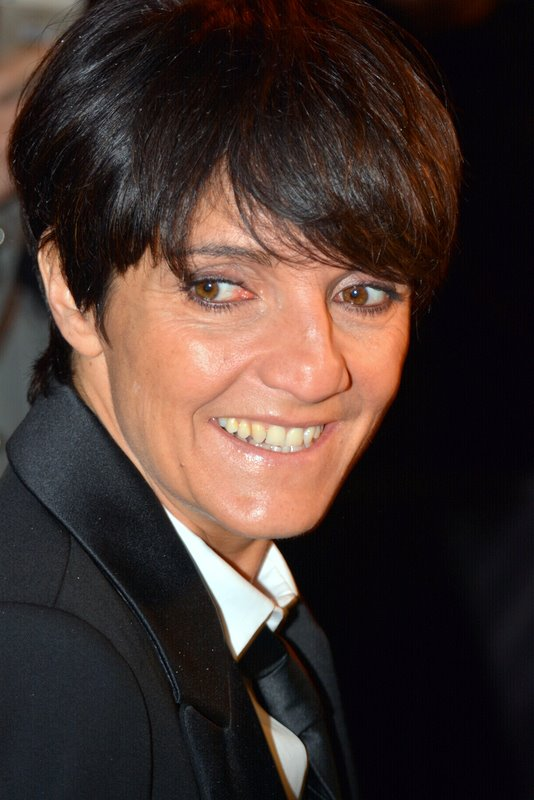

플로렌스 포레스티(Florence Foresti, 1973년 11월 8일 ~ )는 프랑스의 배우, 희극 배우, 각본가, 영화배우, 진행자이다.
베니시외에서 태어났다.

## 영화
- 풀 스피드 (2016년) - 프통 역
- 맥스 & 레온 (2015년)
- 어린왕자 (2015년) - 엄마 프랑스어 목소리 역
- 바비큐 (2014년) - 올리비아 역
- 아스테릭스: 신들의 전당 (2014년)
- 파리지엔느프로젝트 (2013년)
- 헐리우 (2011년) - 잔느 역
- 디스코 (2008년)
- 마이 프렌즈, 마이 러브 (2008년) - 소피 역
- 모범적인 사랑 (2007년)
- 딕케넥 (2006년)